# Reichsgau de Viena
El reichsgau de Viena (en alemán: Reichsgau Wien) era una división administrativa de la Alemania nazi con sede en Viena, Austria. Existió entre 1938 y 1945. Se anexaron partes de la Baja Austria para establecer la Gran Viena, que luego se convirtió en la ciudad más grande de la Alemania nazi por subdivisiones de área.

## Historia
El sistema nazi Gau (Gaue en plural) se estableció originalmente en una conferencia del partido el 22 de mayo de 1926, con el fin de mejorar la administración de la estructura del partido. A partir de 1933, después de la toma del poder por parte de los nazis, los gaue reemplazaron cada vez más a los estados alemanes como subdivisiones administrativas en Alemania. En 1938, la Alemania nazi se anexionó a Austria, siendo esta última subdividida en varios reichsgaue.
Al frente de cada Gau se encontraba un Gauleiter, una posición que se hizo cada vez más poderosa, especialmente después del estallido de la Segunda Guerra Mundial. Los Gauleiter locales estuvieron a cargo de la propaganda y la vigilancia y, desde septiembre de 1944 en adelante, del Volkssturm y la defensa de los Gau.
La posición de Gauleiter en Viena estuvo inicialmente en manos de Odilo Globocnik de 1938 a 1939, de Josef Bürckel de 1939 a 1940 y de Baldur von Schirach durante el resto de la historia del reichsgau hasta 1945.